# نائلة الرشدان
نائلة الرشدان  محامية أردنية ناشطة في مجال حقوق المرأة وحقوق الإنسان، وهي إحدى أوائل المحاميات المسجلات في نقابة المحامين وهي برلمانية ووكانت عضو في مجلس الأعيان الأردني السابع عشر. حاصلة على الإجازة الجامعية في الحقوق من جامعة دمشق عام 1968.

## الخبرات العملية
- عضو المجلس الوطني الاستشاري الأول في الفترة 1978 – 1962[3]
- عضو مجلس الأعيان الأردني في الفترة 1993 - 1997
- عضو المجلس الأعلى في هيئة العمل الوطني للطفولة
- عضو الهيئة العامة في جمعية الشؤون الدولية
- عضو اللجنة الإسلامية العالمية للمرأة والطفل.
- عضو في الاتحاد العالمي للبرلمانيات في الدول الإسلامية
- عضو في منظمة العفو الدولية
- عضو في اللجنة القانونية المكلفة بمشروع قانون الطفولة في المركز الوطني لحقوق الإنسان
- عضو مؤسس لحزب التجمع الديمقراطي الوحدوي.